# Renshi
Renshi (em japonês:  練士) é um termo que designa o especialista que adquiriu elevado grau de conhecimento. Nas artes marciais japonesas, atribui-se àquele que obteve o quinto ou o sexto grau (dan).